# HK Brześć
HK Brześć (błr. Хакейны Клуб Брэст – Chakiejny Klub Brest, ros. Хоккейный Клуб Брест – Chokkiejnyj Klub Briest) – białoruski klub hokeja na lodzie z siedzibą w Brześciu.

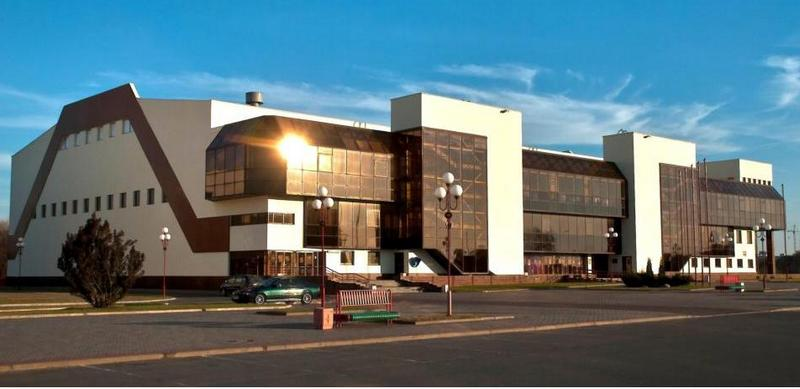
Lodowisko klubu

## Zawodnicy
W klubie występowali m.in. Andriej Dołgow, Uładzimir Swita, Juryj Iwaszyn, Władimir Potapow, Jewgienij Kowyrszyn, Ilja Sołariow, Roman Błahy. W sezonie 2016/2017 w zespole zadebiutował Polak, Patryk Wysocki.

## Trenerzy
W klubie pracował jako asystent trenera Andrej Husau. Długoletnim trenerem klubu został Alaksandr Haurylonak. W 2008 trenerem był Edward Miłuszew. Od grudnia 2014 do stycznia 2015 szkoleniowcem był Ukrainiec Dmytro Jakuszyn. W połowie 2015 trenerem został Siergiej Pietuchow. W 2016 pierwszym trenerem został dotychczasowy asystent Raman Ramanienka. W maju 2016 trenerem w sztabie został były zawodnik klubu, Wiktar Szaryton. Później głównym trenerem był Siergiej Pietuchow. W 2018 tę posadę sprawował Andrej Kawalou, a od listopada 2018 Alaksandr Chodzin, po czym Kanstancin Kalcou. W połowie 2019 Kalcou odszedł ze stanowiska, a zastąpił go Kawalou. Po odejściu Andreja Kawalou pod koniec czerwca 2022 p.o. głównego trenera został wyznaczony Uładzimir Swita. W tym samym miesiącu do sztabu wszedł Iwan Usienka.
W grudniu 2023 do sztabu trenerskiego wszedł Aleh Małaszkiewicz.